# Sender Freies Berlin
Sender Freies Berlin (SFB) var den regionale public service radio- og tv-station i Tysklands hovedstad, Berlin, fra 1. juni 1954 til 30. april 2003. 
SFB deltog i samarbejdet ARD og dækkede oprindeligt Vestberlin, men fra 1990 dækkede stationen det genforenede Berlin. I 2003 fusionerede SFB med Ostdeutscher Rundfunk Brandenburg til Rundfunk Berlin-Brandenburg (RBB). SFB havde sit hovedsæde i Haus des Rundfunks i Charlottenburg.
Navnet Sender Freies Berlin refererede til det 'frie' Vestberlin i modsætning til det sovjetisk besatte Østberlin og Østtysklands kommunistisk kontrollerede medier.